# 鈴木満男 (人類学者)
鈴木 満男（鈴木滿男、すずき みつお、1926年11月14日 - 2004年12月24日）は、日本の政治人類学者。

## 略歴
1926年、東京都生まれ。東京大学大学院社会学研究科文化人類学修士課程を修了。
順天堂大学医学部助教授、同大学教授となった。山口大学教授。1988年、学位論文『“漢蕃”合成家族の形成と展開：近代初期における台湾辺疆の政治人類学的研究』を東京大学に提出して社会学博士号を取得。1990年に山口大学を定年退官。その後は、九州女子大学教授として教鞭をとった。ソウル大学法科大学外国人招聘教授も務めた。

## 研究内容・業績
葦津珍彦の弟子で『葦津珍彦著作集』（神社新報社、全3巻）の解題も執筆した。

## 著作
著書
- 『マレビトの構造 東アジア比較民俗学研究』三一書房 1974
- 『華麗島見聞記 東アジア政治人類学ノート』思索社 1977
- 『柳田・折口以後 東アジアにおける<民俗>のトポス』世界書院 ぷろぱあ叢書 1991
- 『環東シナ海の古代儀礼 巨樹、東海浄土、そして水の霊との聖婚』第一書房 1994
- 『「帝国の知」の喪失 戦後日本・再考-東アジアの現地から』展転社 1999
- 『日本人は台湾で何をしたのか 知られざる台湾の近現代史』国書刊行会 2001

翻訳
- 『民族学入門 諸民族と諸文化』A.E.イエンゼンほか著、大林太良共訳 社会思想社・現代教養文庫 1963
- 『偉大なる航海者たち』P.H.バック著、社会思想社・現代教養文庫 1966
- 『人類の百万年 人類学入門』A.モンテギュー著、岡田宏明共訳 社会思想社・現代教養文庫 1968

論文
- CiNii<鈴木満男